# André Wickström
André Joakim Wickström, född 11 februari 1976 i Sibbo, Finland, är en finlandssvensk skådespelare och komiker. Wickström har sedan 2001 gästat och lett såväl finska som svenska TV-program samt medverkat i tre långfilmer. I Sverige har han blivit känd genom bland annat Veckans Nyheter, Parlamentet,  Stockholm Live och Solsidan. 
Wickström är bosatt i Helsingfors med familj.

## Bakgrund
1995 gjorde Wickström sitt första ståupp-uppträdande. Därefter utexaminerades han från Teaterhögskolan i Helsingfors 1999. Han utsågs 2001 till Helsingfors bästa komiker. Han har startat två ståupp-klubbar i staden; Club Viirus som kör på svenska och The Comedy Kitchen som kör på finska och engelska.

## Karriär
2006 tog Wickström över rollen som programledare för Veckans Nyheter. Året därpå gjorde han premiär i Parlamentet där han medverkade i det röda partiet fram till 2011. Våren 2007 och 2008 deltog han, tillsammans med bland andra Henrik Schyffert, Johan Glans, David Batra och Ann Westin, i ståuppturnén Big Comedy runtom i Sverige. I februari 2011 höll han i premiären av Comedy Central LIVE på Brunnsgatan 6 i Stockholm.
År 2013 medverkade Wickström på albumet Tarmageddon av clown-metalbandet Skitarg som släpptes i januari 2014.
År 2014 medverkade Wickström i en reklamfilm för Finnair, regisserad av Måns Herngren 

## Filmer
Rollen André Wickström har i filmen visas inom parentes.
- 2005 – Kummelin Jackpot (Antti)
- 2007 – Colorado Avenue (Erik Smeds)
- 2010 – Fyra år till (Jörgen)
- 2010 – Mumintrollet och kometjakten (Sniff, svensk röst)
- 2010 – Vid Vintergatans slut (Lennartsson)

## TV-program
Eventuell roll visas inom parentes.

### Finska
- -W-tyyli (2003–05; presentatör) – Venla-pris för bästa underhållningsprogram
- Nevada (2006)
- Pasila (2007)
- Onnela (2019-; Jyri)

### Svenska
- Veckans Nyheter (2006; programledare)
- Sverige dansar och ler (2007; programledare)
- Stockholm Live (2007)
- Parlamentet (2007–11; rött parti)
- Sverige pussas och kramas (2008; programledare tillsammans med Henrik Schyffert)
- Morgonsoffan (2008)
- Roast på Berns (2009–10)
- Vid Vintergatans slut (2010; Lennartsson)
- Solsidan (2010-2013; Ludde)
- 2018 – Parlamentet (TV-serie)
- 2019 – Solsidan (TV-serie)

### Program i Finland på svenska
- Fyra sånger från Finland (2004)
- Komikfabrik (2006)
- Ögonaböj (2005) – Venla-pris för bästa underhållningsprogram
- Lilla onsdag (2009; producent tillsammans med Thomas Perret)
- Detta om detta (2014, 2017-2021; tillsammans med Stan Saanila)